# Chao Kuang Piu
Chao Kuang Piu (Shanghái, 24 de noviembre de 1920-Hong Kong, 12 de marzo de 2021) fue un empresario textil y filántropo hongkonés, a veces referido como el «Magnate de la lana» de Hong Kong dadas sus contribuciones a la industria de la vestimenta de Hong Kong. Fue uno de los cofundadores de Dragonair, primera aerolínea china en Hong Kong, la cual fue posteriormente adquirida por Cathay Pacific. Recibió el premio Estrella de Plata Bauhinia de Hong Kong en 2002.

## Biografía
Nació el 24 de noviembre de 1920 en Shanghái. Su padre fue un exitoso empresario allí. Su familia provenía de Ningbo en la provincia de Zhejiang en China. A los 17 años, tuvo que dejar sus estudios cuando su madre murió y su padre se enfermó gravemente.
En 1950, se mudó al Hong Kong británico para instalar su negocio de importación de materiales hilados del Reino Unido y empezó su fábrica de hilado. Instaló la compañía de fabricación y venta de vestimentas Novel Enterprises en 1964. Su carrera ha sido notoria por expandir la entonces reciente industria textil hongkonesa. Expandió sus operaciones en el extranjero a Francia, Alemania, Portugal y los Estados Unidos durante los años 70. Sus compañías emergieron como una de las empresas de lana más grande del mundo. Fue uno de los primeros inversores en Mainland China, instalando molinos de hiladura, cuando las Reformas Económicas chinas dirigidas por Deng Xiaoping empezaron a finales de los años 70. Ha sido llamado como «Magnate de la lana» o «Rey del algodón Yarn» dado su éxito en la industria.
Cofundó las aerolíneas Dragonair en 1985, con el magnate Pao Yue-Kong y el empresario hongkonés Henry Fok, junto con inversiones de Grupo de Mercaderes de China y Recursos de China. La empresa fue la primera aerolínea china de Hong Kong. Y fue posteriormente vendida a la compañía de bandera Cathay Pacific de Hong Kong en 2006. Siendo posteriormente rebautizada como Cathay Dragón en 2016 y acabando sus operaciones en 2020 durante la pandemia de COVID-19.
Fue presidente honorario del Global Alumni Forum de la Escuela Wharton en Hong Kong. También fue Presidente de Novel Enterprises Ltd. Algunas de sus otras posiciones incluyeron ser el presidente del Conglomerado de Novel Enterprises, presidente de Dragonair y miembro del Comité Consultivo y de Selección de Hong Kong. También fue cónsul honorario de la República de Mauricio en Hong Kong. Se desempeñó como académico consultor en las universidades de Tsinghua y Ningbo y profesor honorario en la Universidad de Zhejiang.

## Vida personal
Su hija, Susana Chou, es la primera presidenta de la Asamblea Legislativa de Macau, Macau SAR, mientras su hijo Silas K. F. Chou, es un director de Novel Enterprises, la cual pertenece a Tommy Hilfiger y Michael Kors. Su nieta es la socialité Veronica Chou. Su hijo menor, Ronald Kee-Young Chao (nacido en 1939), es también un director de Novel Enterprises y fundó el programa de Beca Bai Xian en Hong Kong.
Falleció el 12 de marzo de 2021 en el Hospital Adventista Tsuen Wan en Hong Kong a los 100 años.

## Honores y premios
- El Asteroide 4566 Chao Kuang Piu fue nombrado por el Observatorio de Purple Mountain[3]
- Estrella de Plata Bauhinia por el gobierno de Hong Kong en 2002[1]
- La medalla del Decano Escolar Wharton, otorgada por la Escuela de Negocios Wharton de la Universidad de Pensilvania